# 大関綾
大関 綾（おおぜき あや、1992年3月20日 - ）は、日本の実業家、ノーブル・エイペックス代表取締役社長。

## 来歴・人物
小学生の頃から経営者に憧れ、中学3年（14歳）で神奈川ビジネスオーディションに出場。2006年11月30日の本大会は、オーディションであることを内緒にして学校を休んだという。来場者賞と月刊アントレ賞を受賞し出場最年少記録を樹立（14歳8カ月）した。
2007年には都内の私立高校に入学したが、在学中の起業が認められなかったため、それが認められる東京都立小石川高等学校を再受験し、翌年に1年生として入学。2010年1月、当時高校2年生（17歳）で株式会社ノーブル・エイペックスを設立し代表取締役社長に就任。自身で企画開発したネックウェアを全国百貨店、スーツ量販店や海外で販売している。
2010年11月18日にはテレビ東京のワールドビジネスサテライトトレンドたまごに、12月1日には日本テレビのスッキリ!!大竹真のNEWSッスに、12月7日にはテレビ東京のNewsモーニングサテライトネタのたねに、12月21日にはフジテレビのめざましテレビココ調に取り上げられた。テリー伊藤は「これ、面白いですよね」、「いいじゃないですか、これ。すごくいいと思います」、「海外でもいいんじゃないですか」 、ロバート・キャンベルは「Vゾーンが狭い三つボタンのスーツにすごくいいと思います」とコメントした。

## 経歴
- 1992年3月20日 - 東京都に生まれる。
- 2006年11月30日 - 14歳で神奈川ビジネスオーディションに出場。来場者賞・アントレ賞を受賞し最年少記録（14歳8ヶ月）を樹立。
- 2007年4月1日 - 都内私立高校入学。
- 2007年11月 - 在学中の起業が認められないことから私立高校を希望退学。
- 2008年4月1日 - 東京都立小石川高等学校入学。
- 2009年10月 - ビジネスモデル草案完成。
- 2010年1月12日 - 高校2年、17歳で株式会社ノーブル・エイペックス設立。同社代表取締役社長に就任。
- 2012年4月 - Aya Ohzekiブランド立ち上げ。

## テレビ
- ワールドビジネスサテライト（2010年11月、テレビ東京）
- スッキリ!!（2010年12月、日本テレビ）
- めざましテレビ（2010年12月、フジテレビ）
- ぶらり途中下車の旅（2011年4月、日本テレビ）
- どっキング48（2011年11月、関西テレビ）
- かんさい情報ネットten.（2011年11月、読売テレビ）
- テリー伊藤のネホリハホリ（2012年2月、テレビ東京）
- Rの法則（2012年3月、NHK教育テレビ）
- クイズ・ソモサン・セッパ!（2012年12月、フジテレビ）
- ワールドビジネスサテライト（2013年2月20日、テレビ東京）
- ニュースJAPAN（2013年4月23日、フジテレビ）
- アゲるテレビ（2013年4月30日、フジテレビ）
- やじうまテレビ!（2013年5月2日、テレビ朝日）

## ラジオ
- SPANGLE（2011年1月、エフエム群馬）
- Blue Ocean（2013年2月18日、TOKYO FM）
- GOOD DAY（2013年5月17日、エフエム富士）
- RADIPEDIA（2013年7月4日、J-WAVE）